# Monoxyde de germanium
Le monoxyde de germanium est un composé chimique de formule GeO imparfaitement caractérisé. Il se présente comme un solide jaune qui devient marron lorsqu'on le chauffe à 600 °C. Dans l'air, il s'oxyde lentement à partir d'environ 550 °C. Il contient généralement un faible pourcentage de dioxyde de germanium GeO2. Il est amphotère, et se dissout dans les acides, en formant des sels de germanium(II), ainsi que dans les bases, en formant des « trihydroxogermanates » ou « germanites » qui contiennent l'ion Ge(OH)3−.
On peut obtenir le monoxyde de germanium en faisant réagir du dioxyde de germanium GeO2 avec de l'acide hypophosphoreux H3PO2 ou du germanium métallique :
GeO2 + H3PO2 → GeO + H3PO3.
GeO2 + Ge → 2 GeO.
Dans ce dernier cas, le produit, obtenu par sublimation à 1 000 °C, est cristallisé et diamagnétique.